# Guerre des canonnières
Guerres napoléoniennes

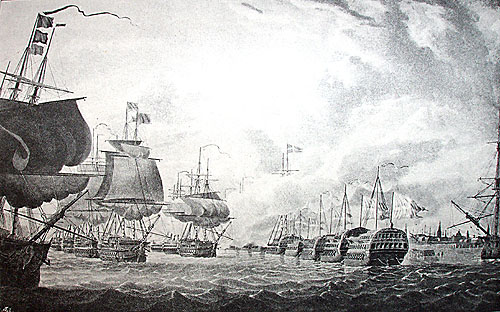
La bataille de Copenhague en 1801.

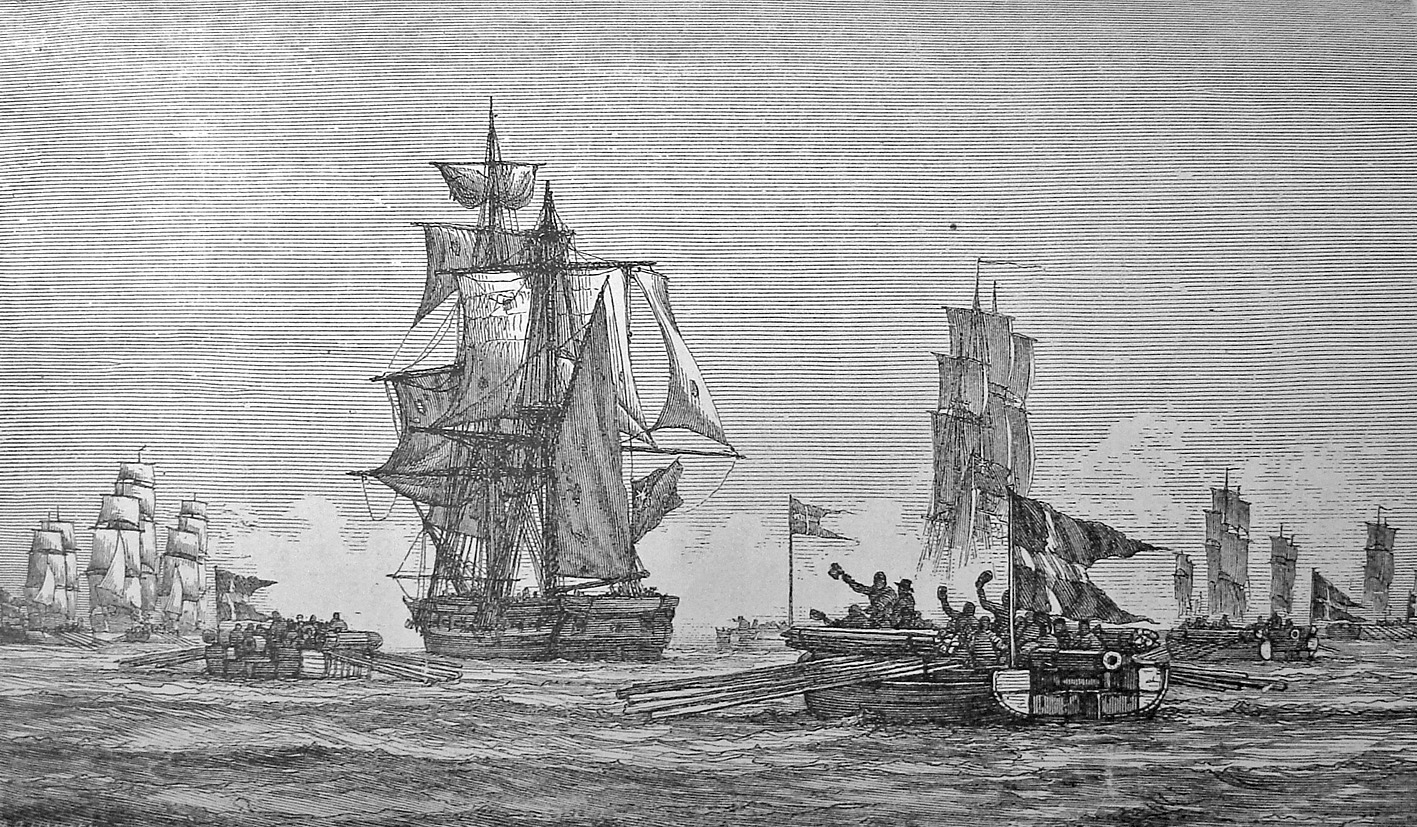
Canonnières danoises s'emparant du HMS Turbulent le 9 juin 1808.

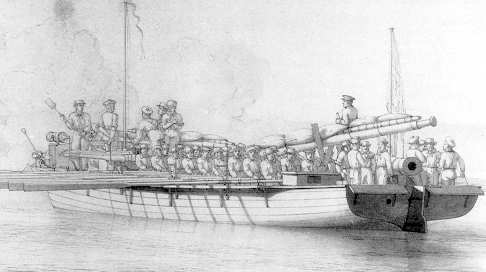
Une chaloupe danoise armée de canons à ses deux extrémités.

La guerre des canonnières est un conflit naval qui se déroula de 1807 à 1814 entre le Royaume du Danemark et de Norvège et le Royaume-Uni pendant les guerres napoléoniennes. Son nom vient de la tactique militaire danoise qui consistait à utiliser de petits navires de guerre, c'est-à-dire à l'époque des canonnières, contre les gros vaisseaux de ligne de la Royal Navy. En Scandinavie, ce conflit est vu comme l'ultime phase des guerres anglaises, dont le commencement remonte à la bataille de Copenhague en 1801.

## Conception des navires et prélude du conflit
Ces navires, à savoir les canonnières, furent à l'origine conçues par un suédois nommé Frédéric Henry de Chapman. L'avantage stratégique des canonnières réside dans le fait qu'elles peuvent être construites rapidement et à bas coût dans l'ensemble du royaume. Les avantages tactiques quant à eux étaient les suivants : elles étaient très maniables, tout particulièrement sur les eaux calmes et peu profondes et se présentaient comme de petites cibles difficiles à atteindre pour les navires ennemis. Cependant, elles étaient tout de même vulnérables, coulant souvent après avoir été touchées une seule fois. Par ailleurs, elles ne pouvaient être utilisées par mer houleuse et étaient bien moins efficaces contre les gros navires de guerre britanniques. Plus de deux cents exemplaires furent finalement produits en deux modèles : les chaloupes avec un équipage de 76 hommes, deux canons de 18 ou 24 livres, l'un situé à la proue, l'autre à la poupe ; un type de petite barge avec 24 marins, armé d'un seul canon de 24 livres.
Bien que les canonnières ne furent pas employées avant 1807, le conflit naval entre le Royaume-Uni et le Danemark débuta avec la bataille de Copenhague en 1801 quand l'escadron d'Horatio Nelson, intégré à la flotte de l'amiral Parker, attaqua sans déclaration de guerre la capitale danoise pour empêcher le Danemark de rester dans la Ligue du Nord créée par le tsar Paul Ier. Le but de cette Ligue était d'interdire la Baltique à la Royal Navy et d'empêcher cette dernière d'arraisonner les navires de commerce des pays membres de la Ligue.
Mais après cette agression contraire à toutes les règles du droit international, le Danemark s'allia avec la France de Napoléon Ier, ce qui contraignit la Grande-Bretagne à poursuivre son combat contre le Danemark. En 1807, les Britanniques attaquèrent une nouvelle fois la capitale danoise lors de la seconde bataille de Copenhague, détruisirent et s'emparèrent d'une partie importante de la flotte danoise. Par conséquent, le gouvernement dano-norvégien décida de construire de plus petites unités mais en plus grand nombre, les canonnières.

## Le conflit
Pendant les trois premières années de la guerre des canonnières, ces bateaux réussirent à plusieurs reprises à capturer des cargos britanniques faisant partie de convois et à chasser les bricks du Royaume-Uni, mais ils n'étaient pas de taille à affronter les frégates et autres navires de ligne britanniques. Ces derniers détinrent le contrôle des eaux danoises de 1807 à 1814, durant toute la guerre, et quand la saison le permettait, la Royal Navy escortait régulièrement les grands convois de navires marchands en dehors d'Øresund et du Grand Belt. Le 22 mars 1808, le dernier bateau danois de l'escadre Prins Christian Frederik, commandée par le capitaine C.W. Jessen (en), fut détruit par deux vaisseaux de ligne britanniques à la bataille de Seeland. Le 27 février 1811, des canonnières danoises occupées par près de mille hommes incluant des fantassins, tentèrent de reprendre possession de l'île d'Anholt à la bataille d'Anholt, mais durent finalement se retirer sur le Jutland avec de lourdes pertes. Le dernier affrontement majeur entre Danois et Britanniques eut lieu le 6 juillet 1812, quand la marine britannique détruisit la frégate danoise Najaden (en) à la bataille de Lyngør (en) sur la côte norvégienne.
Le traité de Kiel mit fin à la guerre des canonnières le 15 janvier 1814. Le royaume du Danemark et de Norvège devait céder au Royaume-Uni la petite mais stratégique île d'Heligoland ainsi que l'ensemble de la Norvège au roi de Suède.